# Горњовилични живац
Горњовилични или максиларни живац (лат. nervus maxillaris) је једна од завршних грана трограног кранијалног нерва (поред офталмичног и доњовиличног живца). Спада у групу сензитивних нерава, али му се преко бочних грана прикључују и поједина вегетативна влакна. Живац учествује у инервацији коже средишњег дела лица, слузокоже доњег и задњег дела носне дупље, горње усне и тврдог и меког непца, као и зуба и десни горње вилице и средњег дела тврде можданице. Придодат му је криластонепчани (птеригопалатински) ганглион, преко кога горњовилични живац контролише рад сузне, непчаних и носних жлезда.
Живац полази од предње-доње ивице тригеминалног ганглиона и улази у спољашњи зид кавернозног синуса. Након тога он пролази кроз округли отвор (лат. foramen rotundum) и из средње лобањске прелази у криластонепчану јаму. Ту се простире косо унапред и упоље и напушта ову јаму кроз криластовиличну пукотину и улази у инфратемпоралну јаму. Коначно максиларни живац пролази кроз доњу орбиталну пукотину и улази у очну дупљу као инфраорбитални живац, који се сматра његовом завршном граном.
Током проласка кроз средњу лобањску јаму горњовилични живац даје мали бочни огранак под именом можданична грана (лат. ramus meningues), која оживчава средишњи део тврде можданице. У криластовиличној јами од живца се одвајају његове бочне гране: јабучни живац и криластонепчани живци, који се даље и сами гранају. У инфратемпоралној јами се одвајају задње-горње зубне гране, а пошто нерв уђе у очну дупљу он мења назив и даје заправо своју завршну грану - инфраорбитални живац.

## Јабучни живац
Јабучни живац се одваја у криластонепчаној јами. Једним делом он прати максиларни нерв и заједно са њим пролази кроз криластовиличну пукотину и улази у инфратемпоралну јаму, а затим пролази кроз доњу орбиталну пукотину и улази у очну дупљу. Даље се јабучни живац простире преко доњег дела спољашњег зида орбите и улази у јабучни канал. Након тога он се дели у своје две завршне гране: зигоматикофацијалну (лат. ramus zygomaticofacialis) и зигоматикотемпоралну грану (лат. ramus zygomaticotemporalis).

## Криластонепчани живци
Криластонепчани живци се такође одвајају у криластонепчаној јами. Најчешће их има 2-3 и простиру се од стабла горњовиличног живца унутра и наниже ка одговарајућем ганглиону. Они доносе ганглиону сензитивна нервна влакна, али од њега примају 1-2 одводне гранчице. Криластонепчани живци имају велики број грана, међу којима се посебно издвајају гране за носну дупљу и гране за тврдо и меко непце.

## Задње-горње зубне гране
Задње-горње зубне гране, којим има најчешће две, се одвајају у инфратемпоралној јами. Од гране горњовиличног нерва оне се простиру косо унапред и наниже и пролазе кроз алвеоларне отворе (лат. foramina alveolaria) на испупчењу максиле, улазећи у коштане алвеоларне канале (лат. canales alveolares). Ови канали су смештени у предњем и задњем зиду виличног синуса и ту се ови живци спајају са осталим зубним гранама градећи на тај начин горњи зубни сплет.

## Инфраорбитални живац
Инфраорбитални живац је завршна грана горњовиличног нерва. Простире се од доње орбиталне пукотине косо унутра и унапред преко пода очне дупље и улази у инфраорбитални жлеб, а након тога понире у истоимени канал и излази на предњој страни тела горње вилице где се дели у своје завршне гране.